# Церковь Святого Иринея (Лион)
Церковь Святого Иринея (фр. Église Saint-Irénée de Lyon) — храм, расположенный на высотах Лиона в районе Святого Иринея (5-й округ Лиона); одна из старейших церквей Франции. Назван в честь Иринея, первого епископа Лиона и примаса Галлии.
Склеп церкви датируется IX веком, началом Каролингской империи, а сама церковь была перестроена, после многих перипетий, в начале XIX века и завершена в 1830 году. Это делает её редким памятником Средневековья. С 1862 года церковь имеет статус исторического памятника.